# Konrad Bergius
Konrad Bergius, auch: Conrad Berg, (* 1544 in Kolberg; † 13. März 1592 in Stettin) war ein deutscher Pädagoge, Rhetoriker und evangelischer Theologe.

## Leben
Bergius wurde als Sohn des Ratsherren von Kolberg Paul Berg und seiner Frau Catharina Kluke, der Tochter des Ratsherrn Jacob Kluke geboren. Nach anfänglichen Studium im Sommersemester 1566 an der Universität Frankfurt/Oder, immatrikulierte er sich am 15. Oktober 1566  an der Universität Wittenberg, wo er sich am 23. Februar 1570 den akademischen Grad eines Magisters erwarb. Im Anschluss ging er als Lehrer nach Crossen und wurde von dort am 4. Dezember 1574 an die Universität Wittenberg als Professor der Rhetorik berufen. Nachdem er am 30. April 1575 Aufnahme in den Senat der philosophischen Fakultät gefunden hatte, übernahm er als Professor auch organisatorische Aufgaben und war im Wintersemester 1577/78 Dekan der philosophischen Fakultät.
1578 folgte er einem Ruf als Rektor an das Gymnasium in Stettin. Dort fiel er bei den Kirchenvisitationen auf und wurde 1587 als möglicher Professor der Theologie in Wittenberg ins Spiel gebracht. Nachdem er 1588 zum Pastor der Stettiner Marienkirche ernannt worden war, wurde er nach Wittenberg entsandt, wo sich Bergius gemeinsam mit Johannes Fleischer dem Älteren am 4. Juli 1589 das Lizentiat der Theologie erwarb und er promovierte unter David Voit am 15. Juli 1589 zum Doktor der Theologie. In seiner Funktion als Pfarrer wurde er aufgrund seiner Meinung in der Abendmahlsfrage scharf angegriffen, unter anderem von Theologen um Jakob Runge, und des Calvinismus beschuldigt.
Auf einer Synode im Jahre 1589 in Wolgast und einer weiteren nach seinem Tode verdammte man seine Auffassung. Bergius wehrte sich gegen die Anschuldigungen mit einer Apologie, die er seinen Kindern hinterließ. Gegenüber seinem Dienstherrn rechtfertigte er sich, dass er sich weigere die Konkordienformel zu unterschreiben. Dabei betonte er ausdrücklich, dass er kein Anhänger des Calvinismus sei, sondern ein treuer Vertreter der Confessio Augustana und ihrer Apologie.
Konrad Bergius war mit Gertrud Borchard, der Tochter des Kolberger Ratsherrn Lorenz Borchard und dessen Frau Gertrud (geb. Range), verheiratet. Aus dieser Verbindung sind die Söhne Johann Bergius und Conrad Bergius bekannt.